# Heretic II
Heretic II — компьютерная игра жанра «шутер от третьего лица» в фэнтэзийном окружении, разработанная в 1998 году компанией Raven Software и изданная Activision, которая продолжает историю о Корвусе, главном герое предыдущей части, игры Heretic.

## Описание игры
Основанная на модифицированном движке от Quake II, игра получила в игровом процессе смесь камеры с «видом от третьего лица» и действиями персонажа как от первого.
Музыку, как и в первой части, написал Кевин Шилдер (Kevin Schilder), графический дизайн был сделан Джеральдом Бромом (Gerald Brom).
Heretic II был портирован на Linux компанией Loki Software и на Amiga компанией Hyperion Entertainment.

## Оценки игры
| Русскоязычные издания | Русскоязычные издания |
| Издание               | Оценка                |
| --------------------- | --------------------- |
| Game.EXE              | 82 %                  |
| «Игромания»           | 9,6/10                |
| «НИМ»                 | 8,0/10                |
| «Страна игр»          | 8,0/10                |